# دیوید پارکر (کارگردان)
دیوید پارکر (متولد ۱۹۴۷ در بریزبن، کوئینزلند) فیلم‌بردار، تهیه‌کننده، فیلم‌نامه‌نویس و کارگردان فیلم اهل استرالیا است.

## فیلم‌نامه نویسی
او نویسنده فیلم‌نامه فیلم‌هایی چون مالکوم (۱۹۸۶)، ریکی و پیت (۱۹۸۸)، سرقت بزرگ (۱۹۹۰) و ایمی (۱۹۹۷) است. 

## کارگردانی فیلم
او کارگردان فیلم‌هایی چون بازگشت هرکول (۱۹۹۳)، دیانا و من (۱۹۹۷) و روش مِنکُف (۲۰۱۶) است. 

## زندگی شخصی
او همسر نادیا تاس، کارگردان سینمای استرالیایی است. 